# 第9軍 (ロシア内戦)
第9軍（だい9ぐん、ロシア語: 9-я армия）は、ロシア内戦中の1918年から1921年にかけて赤軍に形成されていた編制。

## 沿革
1918年9月11日付共和国革命軍事会議指令に基づく同年10月3日の南部戦線革命軍事会議指令により、南部戦線指揮下にあるポヴォリノ、バラショフ、カムィシンの軍から編制された。1920年5月4日に「第9クバーニ軍」(9-я Кубанская армия) と改称され、所属は当初の南部戦線から1919年10月1日には南東戦線へ、1920年5月4日からはカフカース戦線 (ru) へ、1921年5月29日からは北カフカース軍管区へ移され、翌6月15日に解体された。
1918年10月から12月まではポヴォリノ、エラニ、バラショフでピョートル・クラスノフ麾下のドン軍と戦い、翌1919年1月から3月までは南部戦線の攻勢に参加し、ボリソグレプスクとノヴォホピョールスクを占領。3月からはヴョシェンスカヤ蜂起の鎮圧に当たり、ドンバスで南ロシア軍を抑えた。7月23日から9月30日まではV・I・ショーリン特別グループに組み込まれ、8月には南部戦線の反攻に参加。ホピョール川でドン軍に対する防衛戦を戦った。11月から12月までは南東戦線の攻勢に参加し、ドン川とドネツ川を渡河してミッレロヴォとリハヤを占領した。
翌1920年1月にはロストフ・ノヴォチェルカッスク作戦 (ru) に、1月から4月まではドン・マヌィチ作戦、チホレツク作戦、エゴルルィクスカヤの戦い、クバーニ・ノヴォロシースク作戦 (ru) など北カフカース作戦 (ru) における諸戦闘に参加。トゥアプセとソチでもアントーン・デニーキン軍の掃討に当たった。8月から9月にはクバーニとタマン半島でウラガイ上陸戦に対抗し、カフカース北西でもミハイル・フォスチコフ (ru) による「ロシア回復軍」や他の白軍組織の形成に対抗した。翌1921年2月から3月には黒海沿岸でグルジア民主共和国軍とも戦っている。

## 構成
司令官
- アレクサンドル・エゴロフ（1918年9月28日 - 11月24日）
- パーヴェル・クニャグニツキー（ロシア語版）（1918年11月25日 - 1919年6月6日）
- ニコライ・フセヴォロドフ（1919年6月6日 - 16日、その後白軍へ寝返る）
- アレクサンドル・ステピニ（ru, 1919年6月16日 - 1920年2月9日）
- 小A・A・ドゥシュケヴィチ（1920年2月9日 - 3月1日、臨時）
- イエロニム・ウボレヴィチ（1920年3月1日 - 4月5日）
- マトヴェイ・ヴァシレンコ（ロシア語版）（1920年4月5日 - 7月19日）
- ミハイル・レヴァンドフスキー（ロシア語版）（1920年7月19日 - 10月5日、11月21日 - 1921年1月26日、4月22日 - 6月13日）
- V・N・チェルヌィシェフ（1920年10月5日 - 11月21日、1921年1月26日 - 4月22日、臨時）
- I・F・シャルスコフ（1921年6月13日 - 22日）

革命軍事会議メンバー
- ピョートル・ダシュケヴィチ（ru, 1918年10月10日 - 1919年5月7日）
- パーヴェル・クニャグニツキー（ロシア語版）（1918年11月2日 - 25日）
- ウラジーミル・バルィシュニコフ（ru, 1918年11月11日 - 1919年6月9日）
- グリゴリー・ソコリニコフ（1918年12月2日 - 1919年2月7日）
- ヨシフ・ホドロフスキー（1919年3月23日 - 8月27日）
- B・D・ミハイロフ（1919年5月23日 - 8月14日）
- S・A・バランディン（1919年6月22日 - 7月27日）
- ヤン・ポルヤン（1919年7月 - 10月、1920年7月25日 - 8月27日）[3]
- A・M・プィジェフ（1919年7月4日 - 9月22日）
- ニコライ・アニシモフ（ru, 1919年7月12日 - 1920年1月24日）
- D・G・ペルチヒン（1919年8月8日 - 10月6日）
- ヴァシリー・クラエフ（ru, 1919年8月21日 - 11月9日）
- アレクサンドル・ベロボロドフ（ロシア語版）（1919年10月11日 - 1920年7月2日）
- A・M・リデ（1920年3月10日 - 7月8日）
- セルゲイ・アヌチン（ru, 1920年7月2日 - 8月24日）
- A・M・ジヤコノフ（1920年8月20日 - 31日）
- R・A・ペテルソン（1920年8月25日 - 9月20日）
- ヨシフ・コシオール（ru, 1920年8月27日 - 10月3日）
- M・S・エプシュテイン（1920年10月3日 - 1921年5月9日）
- M・A・アレクシンスキー（1921年5月9日 - 6月22日）
- P・M・モレネツ（1921年6月16日 - 22日）

参謀長
- パーヴェル・クニャグニツキー（ロシア語版）（1918年9月28日 - 10月28日）
- ニコライ・フセヴォロドフ（1918年10月29日 - 1919年4月20日）
- イリヤ・ガリカヴィー（ロシア語版）（1919年4月20日 - 5月8日、臨時）
- カレポフ（1919年5月1日 - 29日）
- E・I・ザハロヴィチ（1919年5月30日 - 6月16日、1920年5月29日 - 6月13日、臨時）
- I・プレオブラジェンスキー（1919年6月16日 - 7月25日）
- G・D・スホドリスキー（1919年7月25日 - 8月10日、臨時）
- A・A・ドゥシュケヴィチ（1919年8月10日 - 1920年5月23日）
- ミハイル・メドヴェージェフ（ru, 1920年6月13日 - 7月21日）
- I・G・クレフ（1920年7月21日 - 8月12日）

部隊
- 参謀部
- 第2ドン狙撃師団（1920年8月 - 9月）
- 第9狙撃師団（ロシア語版）（1920年4月 - 9月、1921年1月 - 2月）
- 第12狙撃師団（1920年2月 - 3月）
- 第14狙撃師団（ru, 1918年10月 - 1920年4月、1920年9月 - 1921年1月）
- 第16狙撃師団（1918年10月 - 1919年5月）
- 第18狙撃師団（1920年11月 - 12月）
- 第21狙撃師団（1920年1月 - 3月）
- 第22狙撃師団（1919年9月 - 1921年6月）
- 第23狙撃師団（1918年10月 - 1920年6月）
- 第24狙撃師団（ロシア語版）（1920年1月 - 3月）
- 第33狙撃師団（1920年3月 - 4月、5月）
- 第34狙撃師団（1920年4月 - 1921年5月）
- 第36狙撃師団（1919年4月 - 6月、1919年7月 - 1920年2月）
- 第40狙撃師団（1919年10月）
- 第50狙撃師団（1920年4月）
- 第52狙撃師団（1920年2月 - 3月）
- 第56狙撃師団（1919年7月 - 10月）
- 略狙撃師団（1919年1月 - 2月）
- ウラル狙撃師団（1918年12月 - 1919年2月）
- 騎兵略軍団（1918年11月 - 1920年4月）
- 第1カフカース騎兵師団（ru, 1920年5月 - 9月）
- 第2騎兵師団（1919年11月 - 1920年2月）
- 第5騎兵師団（1920年9月 - 10月）
- 第7騎兵師団（1920年9月）
- 第12騎兵師団（ru, 1920年8月 - 11月）
- 第16騎兵師団（ru, 1920年4月 - 6月、1921年1月 - 2月）
- 第21騎兵師団（ru, 1921年2月 - 3月）
- 第15航空列車
- エキーモフ記念騎兵師団（ru, 1920年4月 - 5月）[4]